# Старая Ашпала
Ста́рая Ашпала́ (тат. Иске Ашпала) — деревня в Мензелинском районе Татарстана. Входит в состав Коноваловского сельского поселения.

## География
Находится в восточной части Татарстана на расстоянии приблизительно 11 км на запад по прямой от районного центра города Мензелинск.

## История
Известна с 1656 года. В 1903 году была открыта Покровская церковь, но также была и мечеть.
По сведениям переписи 1897 года, в деревне Старая Ашпала (Крещенская Ашпала) Мензелинского уезда Уфимской губернии жили 614 человек (306 мужчин и 308 женщин), из них 534 православных, 80 мусульман.

## Население
Постоянных жителей было: в 1870—404, в 1897—614, в 1920—747, в 1926—661, в 1938—593, в 1949—381, в 1958—237, в 1970—219, в 1979—162, в 1989 — 77, в 2002 — 56 (татары 75 %), 29 в 2010.